# Onufry Morski
Onufry Morski herbu Topór (ur. 7 kwietnia 1752 – zm. 19 maja 1789) – szambelan Stanisława Augusta Poniatowskiego w 1774 roku, kasztelan kamieniecki w latach 1790-1794, rotmistrz chorągwi 1 Brygady Kawalerii Narodowej w 1789 roku.

## Życiorys
Syn kasztelana lwowskiego Antoniego.
W latach 1761–1762 uczęszczał do Collegium Nobilium jezuitów we Lwowie.
Odznaczony Orderem Świętego Stanisława.